# Danijela
Danijela je žensko osebno ime.

## Izvor imena
Danijela je ženska oblika imena Danijel.

## Različice imena
Dana, Dani, Danica, Daniela, Danielca, Danika, Danila, Danilka, Danimira, Danina, Danja, Danjela, Danka, Danuša, Danuška

## Tujejezikovne različice imena
Daniela, Danielle

## Pogostost imena
Po podatkih Statističnega urada Republike Slovenije je bilo na dan 31. decembra 2007 v Sloveniji število ženskih oseb z imenom Danijela: 3.040. Med vsemi ženskimi imeni pa je ime Danijela po pogostosti uporabe uvrščeno na 90. mesto.

## Osebni praznik
V koledarju so ime Danijela in njene različice uvrščene k imenu Danijel; god praznuje 21. julija in 10. oktobra.